# Megalotyla brevichaeta
Megalotyla brevichaeta är en mångfotingart som beskrevs av Sergei I. Golovatch och Mikhaljova 1978. Megalotyla brevichaeta ingår i släktet Megalotyla och familjen Megalotylidae. Inga underarter finns listade i Catalogue of Life.